# Ctenotus rawlinsoni
Ctenotus rawlinsoni är en ödleart som beskrevs av  Ingram 1979. Ctenotus rawlinsoni ingår i släktet Ctenotus och familjen skinkar. Inga underarter finns listade i Catalogue of Life.